# Nekā
Neka (persisch نکا Nekā) ist eine kleine Stadt in der iranischen Provinz Mazandaran, etwa 20 Kilometer östlich von Sari.

## Geschichte
Größere Bekanntheit erlangte die Stadt, nachdem dort im Jahr 2004 die damals 16-jährige Atefah Sahaaleh schuldlos von einem islamischen Gericht zum Tode verurteilt wurde. Die Hinrichtung wurde öffentlich vollzogen.

## Verkehr
Neka besitzt einen Hafen am Kaspischen Meer. 
Die Stadt besitzt einen Bahnhof an der Transiranischen Eisenbahn.

## Wirtschaft
Die Stadt ist Endziel einer von Teheran aus verlaufenden Pipeline. Ebenfalls wurden in der Kleinstadt inzwischen Tanks sowie ein entsprechendes Öl-Terminal eingerichtet. Damit kann Iran sein Erdöl nicht nur über die Nachbarstaaten exportieren, sondern derzeit noch vergleichsweise kleine Mengen auch über das Kaspische Meer nach Russland.
Die Teheran-Neka-Pipeline hat eine Kapazität von 250.000 bis 300.000 Barrel Öl täglich. Ein erster Exportvertrag wurde bereits mit Russland beschlossen. Dort wurde die Lieferung von zunächst 100.000 Barrel Erdöl täglich vereinbart.

## Persönlichkeiten
- Omid Ebrahimi (* 1987), Fußballspieler